# روبرت كابرون
روبرت كابرون (بالإنجليزية: Robert Capron)‏ مواليد 9 يوليو 1998 في رود آيلاند، الولايات المتحدة، هو ممثل ومخرج ومنتج أمريكي بدأ مسيرته الفنية عام 2009.

## الأعمال
- حروب العرائس
- هاتشي: حكاية كلب
- يوميات فتى ضعيف
- صبي الساحر
- قواعد رودريك
- فرانكنويني
- طرزان
- في الخلف تماما
- الإبتدائية
- ملك البولكا

## وصلات خارجية
- روبرت كابرون على موقع IMDb (الإنجليزية)
- روبرت كابرون على موقع روتن توميتوز (الإنجليزية)
- روبرت كابرون على موقع ألو سيني (الفرنسية)
- روبرت كابرون على موقع أول موفي (الإنجليزية)
- روبرت كابرون على موقع قاعدة بيانات الأفلام السويدية (السويدية)
- روبرت كابرون على موقع قاعدة بيانات الفيلم (الإنجليزية)
- روبرت كابرون على موقع كينوبويسك (الروسية)